# Coprosma acutifolia
Coprosma acutifolia is een plantensoort uit de sterbladigenfamilie (Rubiaceae). Het is een kleine boom met een ruig uiterlijk. De boom heeft tegenovergestelde paren met golvende bladeren. De bladeren zijn dun en scherp gepunt. 
De soort komt voor op Raoul Island van de Kermadeceilanden, een eilandengroep in de Stille Oceaan, gelegen ten noordoosten van Nieuw-Zeeland. Hij groeit daar in bossen die gedomineerd worden door Metrosideros-soorten, in zowel natte als droge gebieden. De boom wordt aangetroffen op het gehele Raoul Island, zowel aan de kust alsook op de hogere delen van het eiland.